# Guillaume Dutoit
Guillaume Dutoit (18 gennaio 1996) è un tuffatore svizzero.

## Biografia
Ha rappresentato la Svizzera ai campionati mondiali di nuoto di Kazan' 2015, chiudendo al ventitreesimo posto nel trampolino 1 metro, al venticinquesimo posto nel trampolino 3 metri e al decimo posto nel trampolino 3 metri sincro misti, in coppia con la connazionale Jessica Favre.
Agli europei di nuoto di Glasgow 2018 è arrivato quarto nel concorso del trampolino 1 metro, terminando dietro ai britannici Jack Laugher (oro) e James Heatly (bronzo) ed all'italiano Giovanni Tocci (argento).